# ختم فلسطين الانتدابية
ختم فلسطين الانتدابية هو ختم استُخدم في فلسطين عندما كانت تحت إدارة الانتداب البريطاني. اعتمد الختم في عام 1923، وظل مُستخدما في الدوائر الحكومية حتى توقف استخدامه في عام 1948 بعد قيام دولة إسرائيل.

## التصميم
صمم ختم فلسطين الانتدابية في دار سك العملة الملكية التابعة لحكومة المملكة المتحدة على يد سيسيل توماس، وكانت النقوش على الختم تصور عددًا من المعالم البارزة في البلدة القديمة في مدينة القدس، وهي أسوار القدس وباب الخليل وقبة الصخرة وبرج قلعة القدس، محاطة بعبارة "حكومة فلسطين" مكتوبة بثلاث لغات هي الإنجليزية والعربية والعبرية.

## شعارات أخرى
إلى جانب ختم فلسطين الانتدابية، كان هناك شعارات أخرى استخدمت في الدوائر الحكومية والرسمية في فلسطين أثناء فترة الانتداب البريطاني، فكانت السفن المدنية والحكومية المسجلة في فلسطين الانتدابية على سبيل المثال ترفع راية حمراء أو زرقاء احتوت على شارة دائرية بيضاء اللون كُتبت عليها كلمة "فلسطين"، وفي عام 1935 اعتُمد شعار آخر وفقًا لتعليمات المندوب السامي البريطاني، وكان هذا الشعار يُمثل التاج الملكي رمز المملكة المتحدة وقد كتبت تحته عبارة "المندوب السامي لفلسطين".

شعار المندوب السامي البريطاني بفلسطين
- شعار فلسطين الانتدابية على الصفحة الأولى من الجريدة الرسمية لحكومة فلسطين
شارة قوات الشرطة في فلسطين الانتدابية